# John FitzGerald (18e comte de Kildare)
Pour les articles homonymes, voir John FitzGerald (homonymie) et FitzGerald.
John FitzGerald, 18e comte de Kildare (1661 - 9 novembre 1707), appelé Lord Offaly jusqu'en 1664, est un pair irlandais.

## Biographie
Il est le fils de Wentworth FitzGerald (17e comte de Kildare) et d'Elizabeth, fille de John Holles (2e comte de Clare). Il a succédé à son père comme comte en 1664.
Il est élu à la Chambre des communes anglaise pour Tregony en 1694, poste qu'il occupe jusqu'à l'année suivante,.

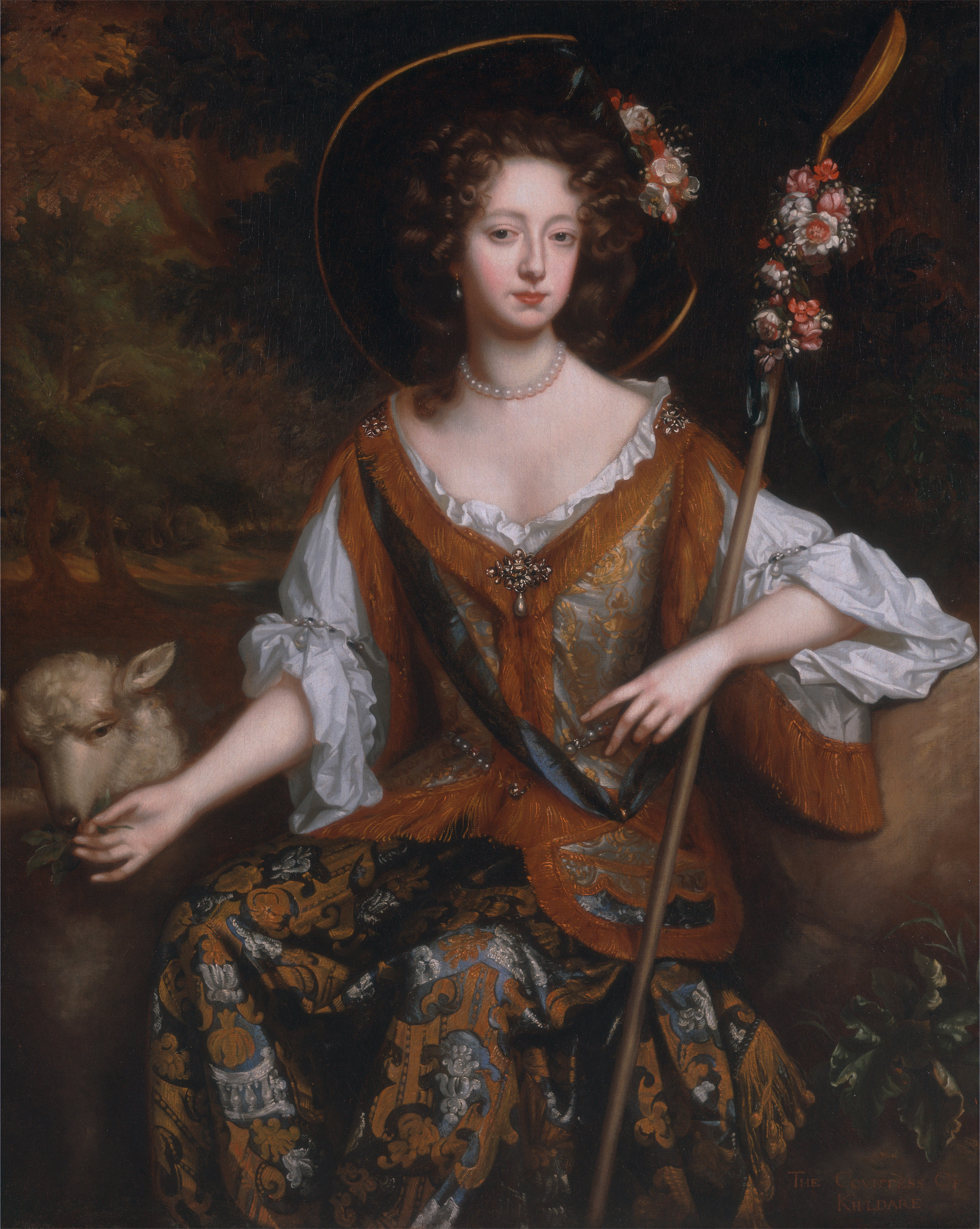
Elizabeth Jones, comtesse de Kildare, en tant que bergère (Willem Wissing, ca. 1684)

Il épouse Mary, fille de Henry O'Brien (Lord Ibrackan). Ils ont un enfant, Henry FitzGerald, Lord Offaly (1683-1684), qui est mort en bas âge. Après la mort de Mary en novembre 1683, à l'âge de 21 ans, il épouse en secondes noces Lady Elizabeth, fille de Richard Jones (1er comte de Ranelagh), le 12 juin 1684. Ils n'ont aucun enfant. Il est décédé en novembre 1707 et son cousin germain, Robert FitzGerald (19e comte de Kildare) lui succède. La comtesse de Kildare est décédée en avril 1758.